# スーパーモンキーボール2
『スーパーモンキーボール2』は2002年11月21日にセガから発売されたニンテンドー ゲームキューブ用のゲームソフトで『スーパーモンキーボール』の続編。

## 概要
ゲームの操作およびルールは概ね前作のものを踏襲している。
メインゲームでは新しく「ストーリーモード」が追加された。これはストーリーに沿って10ステージで構成された各10ワールドをクリアしていくというもので、何度ミスしてもやり直しが可能で、ゲームオーバーの概念がないのが大きな特徴である。
前作の「ノーマルモード」は「チャレンジモード」となって用意されている。背景が異なるものの、「ストーリーモード」のステージと同じものが大半であるが、ボーナスステージ、エクストラステージなど、チャレンジモード専用ステージも存在する。

## 前作との違い
- ストーリーモードの追加。
- メインゲームにおいての対戦モードの廃止。
- 難易度の名称の変更(前作の「初級」「中級」「上級」はそれぞれ「やさしい」「ふつう」「むずかしい」になった)。
- エクストラステージへの突入条件が全てノーコンティニューで通常ステージをクリアすることになった。また、前作のマスターステージは「むずかしい」から独立した「たつじん」というレベルになった(こちらにはむずかしいとは別に、たつじん専用のエクストラステージがある)。
- 各ステージに名前が割り振られた(厳密には前作のステージにも名前はあったが、ゲーム内では表示されず、攻略本等でしか見られなかった)。
- ある1ステージを除いて、ステージは総じて板のような仕掛けの無い平らな足場からスタートするようになった。厚みが異なる二種類が存在し、同じ名称のステージ同士でも背景によって種類が異なる場合がある。
- 緑ゴール、赤ゴールのワープ数が固定になった(前作では同じ色のゴールでもステージによってワープ数が異なった)。
- ワープゴールがエクストラステージやマスターステージでも登場する。
- バンパーが登場するステージが大幅に減り、5種類のみとなった(背景が違うだけのもの同士は同一とみなした場合)。
- 新しい仕掛けであるスイッチの登場。「巻き戻し」「逆再生」「停止」「再生」「早送り」の5種類が存在し、ステージの動く仕掛けを操作できる。ただし動く仕掛けがありながらスイッチが存在しないステージや、スイッチを押しても止められない仕掛けがあるステージも存在する。
- 同じく新しい仕掛けとしてワープゲートが登場する。鏡のような面から入るともう一方から出る。出てきた場所に戻る事も可能。
- 前作では上級の最後のものを除いてボーナスステージにはゴールが存在しなかったが、今作では全てのボーナスステージにゴールが存在する。また、バナナを全て取ってもそれだけではステージが終了しない。
- 残り時間が10秒を切るとBGMが専用のものに切り替わるようになった。
- ステージから勝手に効果音がなることがない。
- れんしゅうモードにて、それぞれのステージのクリア率が表示されるようになった。

## 新しいキャラクター
マッドヒヒ博士
タイムマシンで未来からやってきた、悪の天才科学者。ミーミーの事が好きで自分の奥さんにしようと企むが次から次へと悪巧みを仕掛けるため、ミーミーや島の住人達に嫌われている。飛行船でジャングル島のバナナを奪い、不思議な迷路にばらまいてしまう。
天才科学者だけあって、「ミニモンビーム」「コソどろロボット」「これ、バナナ味じゃないよビーム」など、様々な発明品を駆使する。
助手
マッドヒヒ博士の助手。主な登場人物の中で彼だけ一切喋らず、詳しいプロフィールも不明。
コソどろロボット
マッドヒヒ博士が作った、アイアイがバラクラバを被った姿の量産型ロボット。本来盗みを働かせてアイアイの評判を下げる為のものだったが、アイアイ達に追い詰められた際、足止めの手段として止むを得ず出動させる。博士曰く未完成とのこと。